# Publi Semproni Bles
Publi Semproni Bles (en llatí Publius Sempronius Blaesus) va ser un magistrat romà que va viure al segle ii aC. Formava part de la gens Semprònia, i era de la família dels Bles, d'origen plebeu.
Va ser tribú de la plebs l'any 191 aC i es va oposar a la concessió del triomf a Publi Corneli Escipió Nasica, però finalment va retirar la seva oposició.